# جراحة صدرية تنظيرية مدعومة بالفيديو
جراحة صدرية تنظيرية مدعومة بالفيديو (بالإنجليزية: Video-assisted thoracoscopic surgery) وتُعرف اختصارًا VATS، هي نوعٌ من جراحات الصدر، حيثُ تُجرى باستعمال كاميرا فيديو صغيرة تُدخل إلى صدر المريض عبر شقوقٍ صغيرة. يستطيع الجراح رؤية الأدوات التي يتم استخدامها جنبًا إلى جنب مع التشريح الذي يعمل عليه. يتم إدخال الكاميرا والأدوات من خلال فتحات منفصلة في جدار الصدر. تعد هذه المنافذ الصغيرة مفيدة لأنها تُقلص من فرص الإصابة بالعدوى وتفزر الجروح، مما يسمح للشفاء بشكلٍ أسرع.